# معزوفة ضوء القمر (فلم)
معزوفة ضوء القمر (بالإنجليزية: Moonlight Serenade) فِلم رومانسي موسيقي تم إنتاجه في الولايات المتحدة سنة 2009. من إخراج جيانكارلو تالريكو وبطولة إيمي آدمز.

## القصة
يكتشف عازف بيانو فتاةً تمتلك موهبة غنائية في نادٍ للجاز، فيحاول أن يقنعها بالقيام بعمل موسيقي مع بعضهم البعض.

## الممثلين
- إيمي آدمز بدور كلوي
- أليك نيومان بدور نيت هولدن
- هارييت سانسوم هاريس بدور انجليكا ويبستر
- جيريمي جليزر بدور غاري

## وصلات خارجية
- مقالات تستعمل روابط فنية بلا صلة مع ويكي بيانات